# Assemblée législative de Victoria
Pour les autres articles nationaux ou selon les autres juridictions, voir Assemblée législative.
60e législature de Victoria
Parliament House
L'Assemblée législative de Victoria (en anglais : Victorian Legislative Assembly) est la chambre basse du Parlement de Victoria, un État de l'Australie. Composée de 88 membres, elle siège à Melbourne, la capitale de l'État.

## Histoire
Le Victoria est proclamé colonie le 1er juillet 1851, en se séparant de la colonie de Nouvelle-Galles du Sud à la suite d'une loi du Parlement britannique. L'Assemblée législative est créée le 13 mars 1853 avec l'adoption du Victorian Electoral Bill (loi électorale victorienne), cinq ans après la création du Conseil législatif initialement monocaméral. La nouvelle assemblée tient sa première réunion le 21 novembre 1856.

## Système électoral
L'Assemblée législative est composée de 88 sièges pourvus pour quatre ans au vote à second tour instantané dans autant de circonscriptions électorales. Le vote y est utilisé sous sa forme intégrale : les électeurs classent l'intégralité des candidats par ordre de préférences en écrivant un chiffre à côté de chacun de leurs noms sur le bulletin de vote, 1 étant la première préférence. Au moment du dépouillement, les premières préférences sont d'abord comptées puis, si aucun candidat n'a réuni plus de la moitié des suffrages dans la circonscription, le candidat arrivé dernier est éliminé et ses secondes préférences attribuées aux candidats restants. L'opération est renouvelée jusqu'à ce qu'un candidat atteigne la majorité absolue.
Les bulletins de vote doivent obligatoirement comporter un classement de l'ensemble des candidats. À défaut, ils sont considérés comme nuls.

## Composition
En 2022, l'Assemblée législative comprend 88 sièges. Une majorité de 45 votes est nécessaire pour adopter une loi.
| Partis | Partis                   | Nombre de sièges |
| ------ | ------------------------ | ---------------- |
|        | Parti travailliste       | 54               |
|        | Parti libéral            | 20               |
|        | Parti national           | 9                |
|        | Verts australiens        | 3                |
|        | Indépendant              | 1                |
|        | Indépendant travailliste | 1                |
| Total  | Total                    | 88               |